# Mortes em 2012
Esta é uma relação de pessoas notáveis que morreram durante o ano de 2012.